# Enschedese Boys in het seizoen 1961/62
Het seizoen 1961/1962 was het zevende jaar in het bestaan van de Enschedese betaaldvoetbalclub Enschedese Boys. De club kwam uit in de Eerste divisie B en eindigde daarin op de vijfde plaats. Tevens deed de club mee aan het toernooi om de KNVB beker, hierin werd in de derde ronde verloren van Heracles (2–4).

## Wedstrijdstatistieken

### Eerste divisie B
|       | Be Quick | EBOH  | Elinkwijk | Excelsior | Heerenveen | Heracles | Hermes DVS | Hilversum | HVC   | Limburgia | NOAD  | RBC   | SHS   | VSV   | Wageningen | Wilhelmina | ZFC   |
| ----- | -------- | ----- | --------- | --------- | ---------- | -------- | ---------- | --------- | ----- | --------- | ----- | ----- | ----- | ----- | ---------- | ---------- | ----- |
| Thuis | 4 – 0    | 4 – 1 | 1 – 2     | 2 – 2     | 2 – 1      | 1 – 1    | 4 – 0      | 4 – 1     | 3 – 0 | 5 – 1     | 3 – 2 | 3 – 3 | 3 – 1 | 6 – 1 | 4 – 1      | 1 – 1      | 4 – 1 |
| Uit   | 4 – 3    | 0 – 3 | 1 – 0     | 1 – 0     | 3 – 1      | 1 – 0    | 3 – 1      | 2 – 1     | 1 – 2 | 1 – 1     | 2 – 6 | 3 – 1 | 0 – 1 | 5 – 1 | 3 – 3      | 0 – 3      | 2 – 3 |

### KNVB beker
| 2e ronde                                  | Enschedese Boys                                          | 3 – 2 (2 – 1, 2 – 2) Na verlenging | Tubantia                            |
| 31 maart 1962 Plaats: Enschede Heekpark   | Henk Leusink Abe Lenstra –', –'                          |                                    | –', –' Frans Olde Riekerink         |
| 3e ronde                                  | Heracles                                                 | 4 – 2 (0 – 1)                      | Enschedese Boys                     |
| 28 april 1962 Plaats: Almelo Bornsestraat | Ger Donners 19' Joop Schuman –', –' Bennie Bartelink 90' |                                    | Henk Leusink Bennie van Stuivenberg |

## Statistieken Enschedese Boys 1961/1962

### Eindstand Enschedese Boys in de Nederlandse Eerste divisie B 1961 / 1962
| Stand | Gespeeld | Gewonnen | Gelijk | Verloren | Punten | Doelpunten voor | Doelpunten tegen |
| ----- | -------- | -------- | ------ | -------- | ------ | --------------- | ---------------- |
| 5e    | 34       | 18       | 6      | 10       | 42     | 84              | 51               |

### Topscorers
| #      | Naam                   | Goal |
| ------ | ---------------------- | ---- |
| 1.     | Abe Lenstra            | 20   |
| 2.     | Gerrit Nijsink         | 10   |
| 3.     | Henk Leusink           | 9    |
| 3.     | Gerrit Moddejonge      | 9    |
| 3.     | Bennie van Raalte      | 9    |
| 6.     | Egbert ter Mors        | 8    |
| 6.     | Koen Weijdijk          | 8    |
| 8.     | Bertie Ridderhof       | 4    |
| 8.     | Bennie van Stuivenberg | 4    |
| 10.    | Hans Roordink          | 2    |
| 11.    | Willem de Vries        | 1    |
| Totaal | Totaal                 | 84   |

| #      | Naam                   | Goal |
| ------ | ---------------------- | ---- |
| 1.     | Abe Lenstra            | 2    |
| 1.     | Henk Leusink           | 2    |
| 3.     | Bennie van Stuivenberg | 1    |
| Totaal | Totaal                 | 5    |